# Steganotaenia araliacea
Steganotaenia araliacea – gatunek rośliny z rodziny selerowatych. Występuje na rozległych obszarach Afryki Subsaharyjskiej.

## Odmiany
W obrębie gatunku wyróżniane są dwie odmiany:
- Steganotaenia araliacea var. araliacea
- Steganotaenia araliacea var. daramolana Jacq.-Fél.

## Skład fitochemiczny
Roślina zawiera szereg substancji działających cytostatycznie na różne linie komórek nowotworowych, są to m.in.:
- steganacyna
- steganangina
- steganolid A
- steganol
- steganon
- episteganangina (keton steganonu)
- steganonian B

Nadto pozbawiony takich właściwości steganonian A.